# Sant Pere de la Donzell d'Urgell
Sant Pere de la Donzell d'Urgell és una església de la Donzell d'Urgell, al municipi d'Agramunt (Urgell) inclosa en l'Inventari del Patrimoni Arquitectònic de Catalunya.

## Descripció
És una església construïda a base de carreus regulars simètrics que formen un edifici rectangular amb una coberta apuntada i un campanar quadrangular de tres cossos a la dreta de l'edifici. Aquesta torre denota més d'una època de construcció, ja que el carruatge inferior és més auster i tosc que els dos cossos superiors. La seva portalada és el més destacable de l'església: porta allindanada amb pilastres adossades motllurades als dos costats i rematada per un frontó triangular escapçat amb la inscripció de la data de consagració de l'església: 1678. Al centre d'aquest frontó s'hi pot veure un nínxol en forma de petxina que no alberga cap escultura, és buida. Més amunt, al centre de la façana, un rosetó molt simple. El seu interior és de nau única coberta amb volta de canó. Als laterals hi ha dos capelletes cobertes amb volta d'aresta. L'altar és poligonal amb dues obertures estretes i allargassades.
La torre, que constitueix el campanar de l'església, denota més d'una època de construcció, ja que el carruatge inferior apareix més rústic que el pis corresponent a les campanes. Hi ha diverses constàncies que indiquen que el conjunt de l'església ha experimentat mutacions cronològiques.